# Kanton Boulogne-sur-Mer-Nord-Ouest
Boulogne-sur-Mer-Nord-Ouest (Nederlands: Bonen-Noordwest) is een voormalig kanton van het Franse departement Pas-de-Calais. Het kanton maakte deel uit van het arrondissement Boulogne-sur-Mer. Het werd opgeheven bij decreet van 24 februari 2014 met uitwerking in 2015.

## Gemeenten
Het kanton Boulogne-sur-Mer-Nord-Ouest omvatte de volgende gemeenten:
- Boulogne-sur-Mer (Bonen) (deels, hoofdplaats)
- Wimereux (Wimeruwe)